# Nir Am
Nir Am (en hebreu: ניר עם) és un quibuts situat en el districte meridional d'Israel. Està situat prop de Sederot i té una àrea de 20.000 dunams, pertany a la jurisdicció del consell regional de Xaar del Nègueb. En 2016 tènia una població de 513 habitants.

## Història
El poble va ser establert el 19 d'agost de 1943 per immigrants procedents de Bessaràbia, que eren membres del moviment juvenil sionista Gordonia, entre ells estava Zvi Guershoni, qui seria més tard un membre de la Kneset (el parlament israelià). Durant anys el kibutz ha també absorbit a immigrants procedents de l'Argentina, França i Sud-àfrica. Durant la guerra de 1948 va ser la caserna general de la brigada Nègueb.

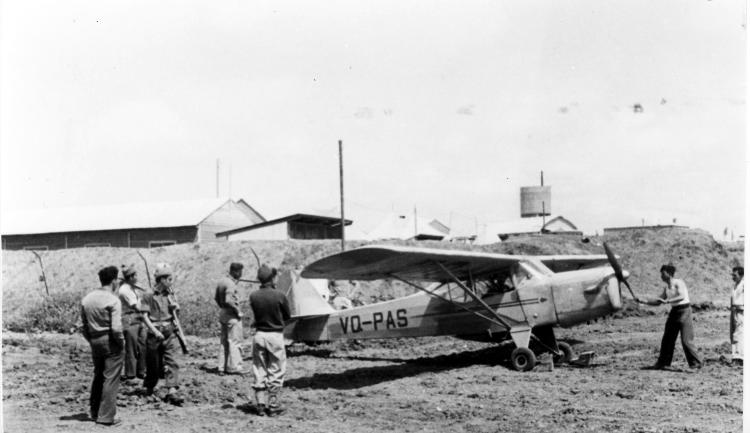
Pilots del Palmaj en Nir Am, 1948.
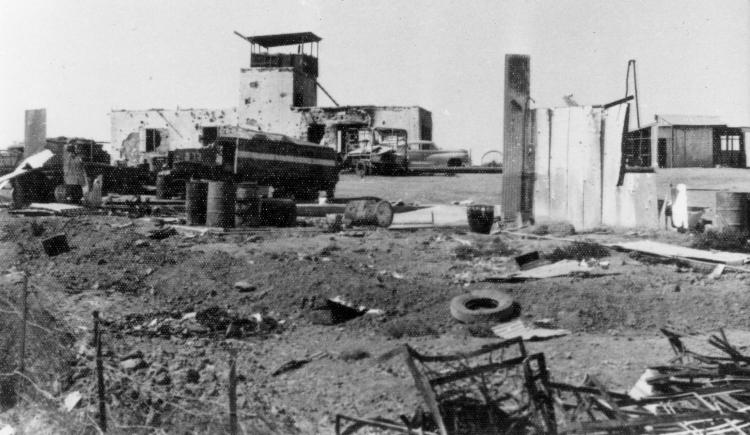
Nir Am després dels combats en 1948.
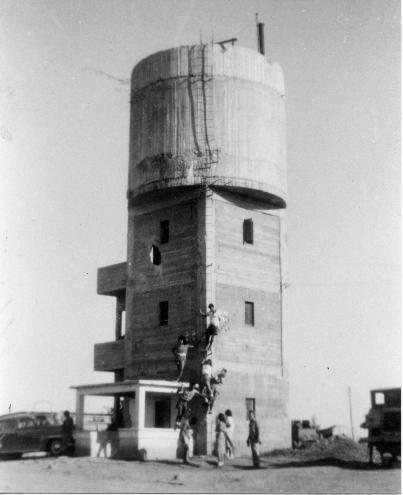
El Kibutz Nir Am a l'octubre de 1948.